# Seabrook (Texas)
Pour les articles homonymes, voir Seabrook.
Seabrook est une ville située au sud-est du comté de Harris, mais aussi partiellement dans le comté de Chambers  au Texas, aux États-Unis,. La ville fait partie de la région métropolitaine du Greater Houston.

## Démographie
Lors du recensement de 2010, la ville comptait une population de 11 952 habitants. Elle est estimée, en 2016, à 13 656 habitants.

### Source de la traduction
- (en) Cet article est partiellement ou en totalité issu de l’article de Wikipédia en anglais intitulé « Seabrook, Texas » (voir la liste des auteurs).